# Leon Quartermaine
Leon Quartermaine (Richmond, 24 de setembro de 1876 – Salisbury, 25 de junho de 1967) foi um ator britânico, cuja carreira no palco, na Grã-Bretanha e os Estados Unidos, estendeu-se desde o início do século XX até à década de 1950.